# كرج أباد
كرج‌ أباد هي قرية في مقاطعة مراغة، إيران. عدد سكان هذه القرية هو 1,947 في سنة 2006.